# 巴扎林齊
49°40′31″N 25°47′1″E / 49.67528°N 25.78361°E
巴扎林齊（烏克蘭語：Базаринці），是烏克蘭的村落，位於該國西部捷爾諾波爾州，由捷尔诺波尔区負責管轄，始建於1649年，面積平方公里，海拔高度米，2001年人口，人口密度每平方公里人。